# Prêmio FIFA Ferenc Puskás de 2013
O Prémio FIFA Ferenc Puskás de 2013 foi uma premiação que escolheu o golo mais bonito do ano, realizado no dia 13 de Janeiro de 2014 em Zurique, na Suíça, tendo como vencedor o futebolista sueco Zlatan Ibrahimovic, no jogo amistoso entre a Suécia e a Inglaterra.

## Candidatos
| Posição     | Jogador             | Nacionalidade | Time     | Oponente        | Pontuação | Competição                             | % votos |
| ----------- | ------------------- | ------------- | -------- | --------------- | --------- | -------------------------------------- | ------- |
| 1º          | Zlatan Ibrahimović  | Suécia        | Suécia   | Inglaterra      | 4–2       | Amistoso                               | 48.7%   |
| 2º          | Nemanja Matić       | Sérvia        | Benfica  | Porto           | 2–2       | Primeira Liga de 2012–13               | 30.8%   |
| 3°          | Neymar              | Brasil        | Brasil   | Japão           | 3–0       | Copa das Confederações de 2013         | 20.5%   |
| Sem posição | Peter Ankersen      | Dinamarca     | Esbjerg  | Aarhus          | 5–1       | Campeonato Dinamarquês de 2013–14      | N/A     |
| Sem posição | Lisa De Vanna       | Austrália     | Sky Blue | Boston Breakers | 5–1       | Campeonato Americano Feminino de 2013  | N/A     |
| Sem posição | Antonio Di Natale   | Itália        | Udinese  | Chievo          | 3–1       | Serie A de 2012–13                     | N/A     |
| Sem posição | Panagiotis Kone     | Grécia        | Bologna  | Napoli          | 2–3       | Serie A de 2012–13                     | N/A     |
| Sem posição | Louisa Nécib        | França        | Lyon     | Saint-Étienne   | 5–0       | Campeonato Francês Feminino de 2012–13 | N/A     |
| Sem posição | Daniel Ludueña      | Argentina     | Pachuca  | UANL            | 2–1       | Campeonato Mexicano de 2013–14         | N/A     |
| Sem posição | Juan Manuel Olivera | Uruguai       | Náutico  | Sport Recife    | 2–0       | Copa Sul-Americana de 2013             | N/A     |